# Aichi D1A
L'Aichi D1A (nome in codice alleato Susie) fu un bombardiere in picchiata imbarcato, monomotore e biplano, sviluppato dall'azienda aeronautica giapponese Aichi Tokei Denki KK negli anni trenta del XX secolo, il primo entrato in servizio in quel ruolo nella Marina imperiale giapponese.

## Storia del progetto
Il D1A nasce dall'esigenza da parte della Marina imperiale giapponese di dotarsi di un bombardiere in picchiata imbarcato di nuova concezione. Nel tardo 1934 ordina il completamento del progetto dell'Aichi AB-9 da cui deriveranno i primi modelli del D1A1. Il velivolo non era stato disegnato dall'ufficio tecnico Aichi bensì dalla tedesca Ernst Heinkel Flugzeugwerke su richiesta dell'azienda giapponese. Il primo prototipo realizzato dalla Heinkel, l'He 50aW era in versione idro a scarponi e caratterizzato da un paio di galleggianti seguito dall'He 50aL fornito di un tradizionale carrello d'atterraggio fisso. Il successivo modello, il terzo prototipo prodotto denominato He 66, venne sviluppato dall'He 50aL che fornito all'Aichi ne iniziò immediatamente la produzione.

## Tecnica
Il D1A, come l'He66, era un biplano dall'aspetto tradizionale. La fusoliera era realizzata in tecnica mista, con la struttura in tubi in acciaio saldati ricoperta di pannelli in compensato e dotata di due abitacoli aperti in tandem, l'anteriore per il pilota ed il posteriore riservato al mitragliere. Posteriormente proseguiva in un impennaggio di coda tradizionale dotato di piani orizzontali a semisbalzo integrati da cavi d'acciaio e dalla deriva di generose dimensioni.
La configurazione alare era biplana con le ali, la superiore a parasole e l'inferiore a sbalzo e leggermente disassata verso la parte posteriore, di ugual misura e leggermente a freccia, collegate tra loro e la fusoliera da una serie di montanti tubolari e tiranti costituiti da cavi d'acciaio. Il carrello d'atterraggio era fisso ed ammortizzato, dotato di ruote carenate che ripartivano le sollecitazioni tra la parte inferiore della fusoliera e l'ala inferiore.
L'impianto propulsivo era affidato, come nella tradizione aeronautica giapponese, ad un motore radiale, inizialmente un Nakajima Kotobuki 2 Kai 1 da 570 CV (419 kW) dotato di anello Townend,  montato sulla prima versione, la D1A1, e sostituito successivamente da un più efficienteKotobuki 3 da 590 CV (434 kW). Nella successiva versione, denominata D1A2, l'originario Kotobuki venne rimpiazzato dal Nakajima Hikari 1 da 740 CV (544 kW) e dotato di una più aerodinamica e funzionale cappottatura NACA.
Per l'armamento vennero adottate 3 mitragliatrici Type 92 calibro 7,7 mm, due installate anteriormente sul muso integrate da una brandeggiabile installata nell'abitacolo posteriore a scopo difensivo. La normale dotazione prevedeva inoltre una bomba da 250 kg installata sotto la fusoliera. Due ulteriori bombe da 30 kg potevano essere installate in altrettanti piloni alari.

## Impiego operativo
Il D1A era già operativo durante la seconda guerra sino-giapponese e ci rimase sino all'entrata del Giappone nella seconda guerra mondiale, ma pochi sono stati effettivamente impiegati in azioni belliche. Nel 1941 i D1A1 erano stati radiati, mentre i D1A2 erano stati tolti dalla prima linea e riassegnati alle scuole di volo come addestratori. Solo 68 esemplari di D1A2 operarono come seconda linea fino al loro definitivo ritiro nel 1942.

## Versioni
D1A1versione iniziale dotata di motore radiale Nakajima Kotobuki 2 Kai 1 da 570 CV (419 kW), successivamente sostituito dalla versione Kotobuki 3 da 590 CV (434 kW), prodotto in 162 esemplari.
D1A2sviluppo della versione precedente dotata di un motore Nakajima Hikari 1 da 740 CV (544 kW) integrato da una cappottatura NACA, prodotto in 428 esemplari.

## Utilizzatori
Giappone
- Dai-Nippon Teikoku Kaigun Kōkū Hombu